# グベールニヤ

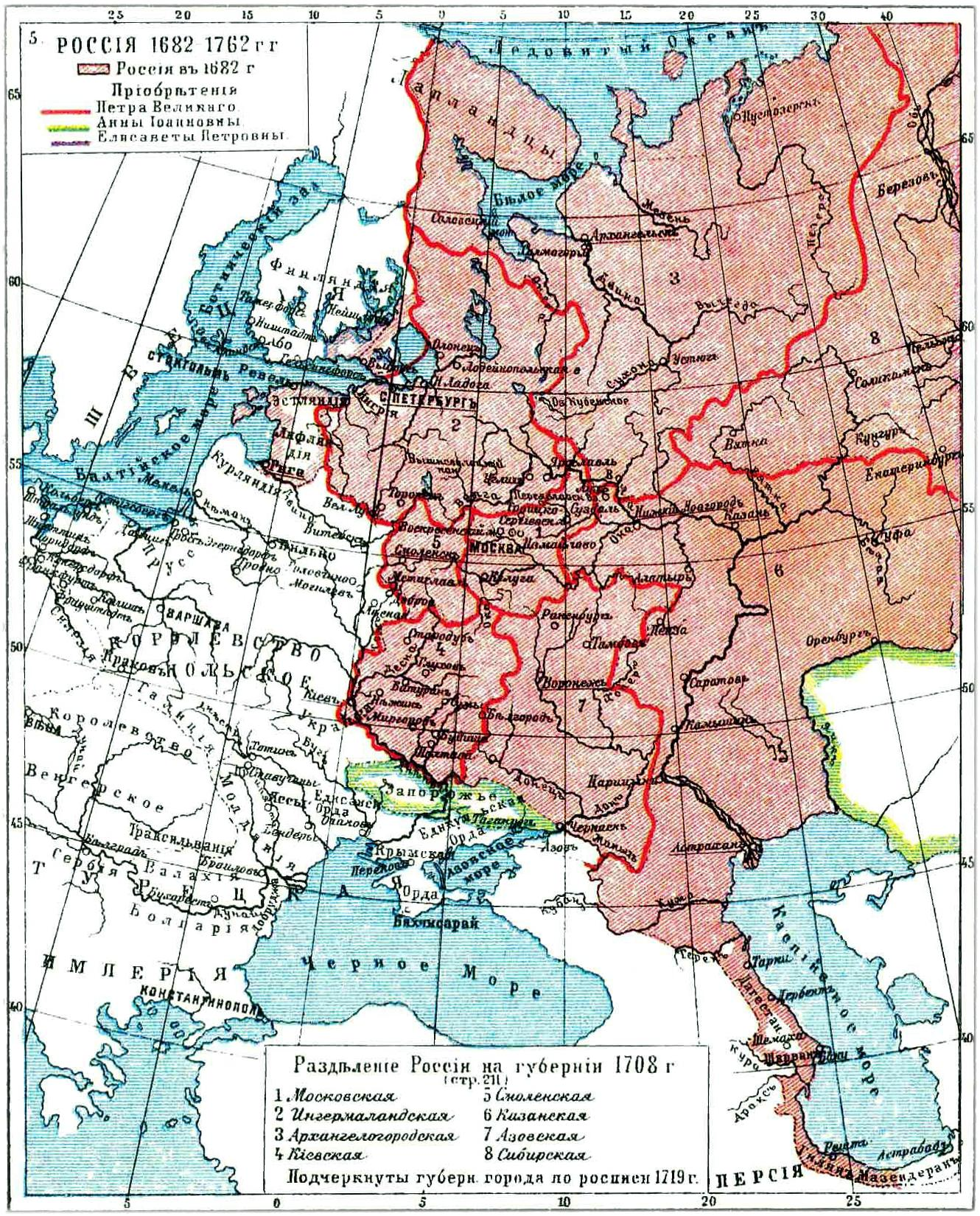
1708年設置の県

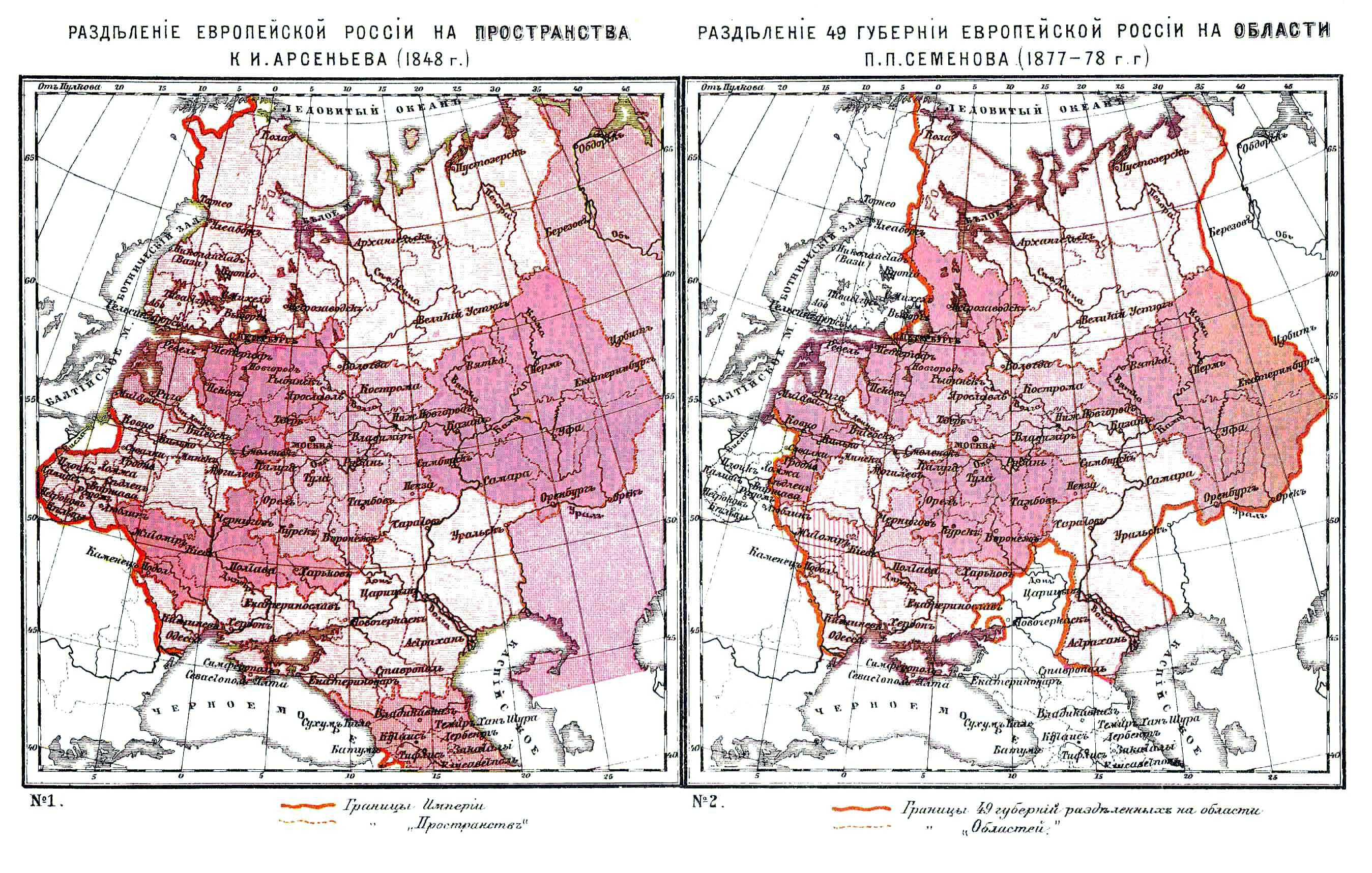
1848年、1878年のロシア帝国

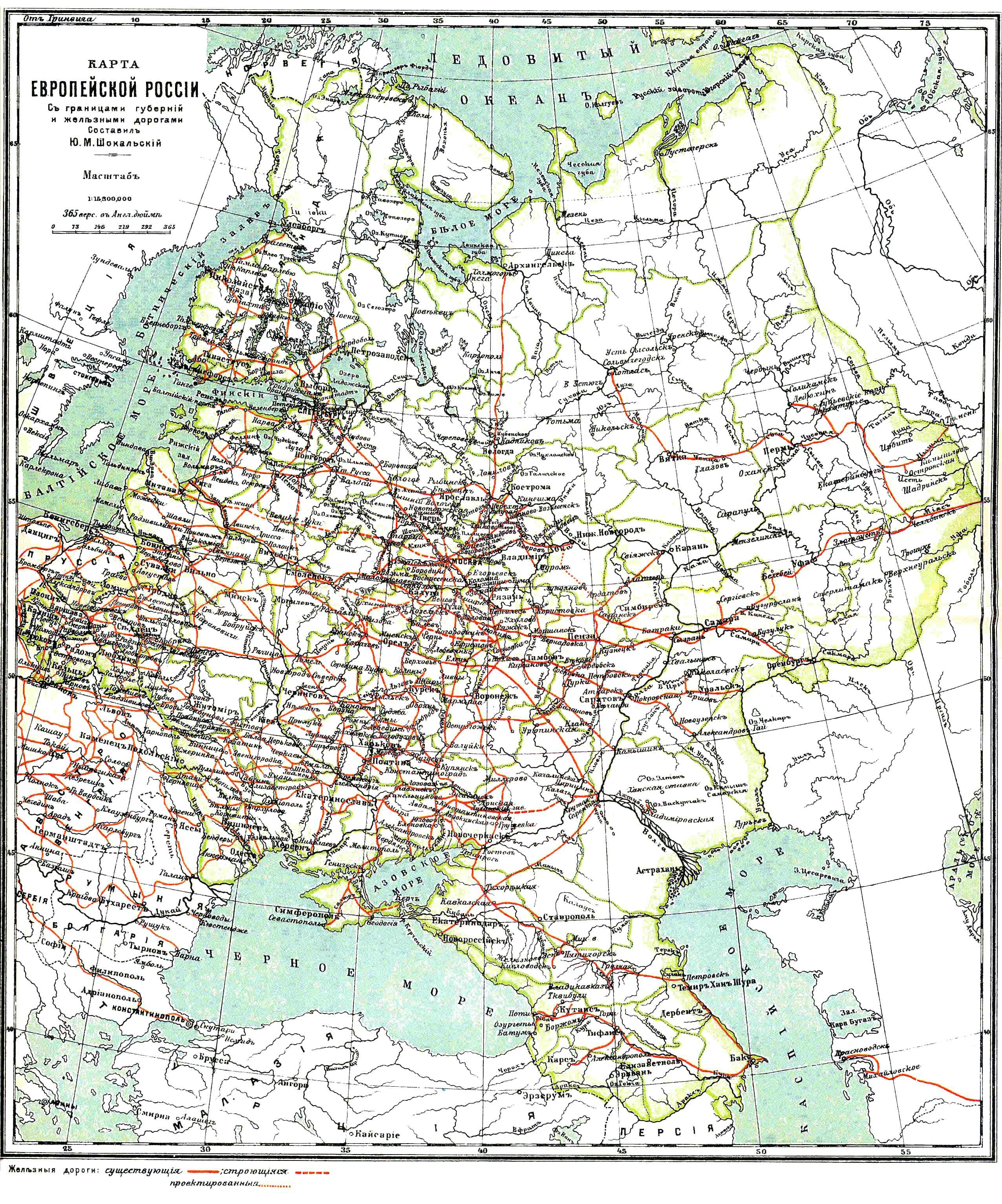
ロシア帝国のヨーロッパ部（20世紀初頭）

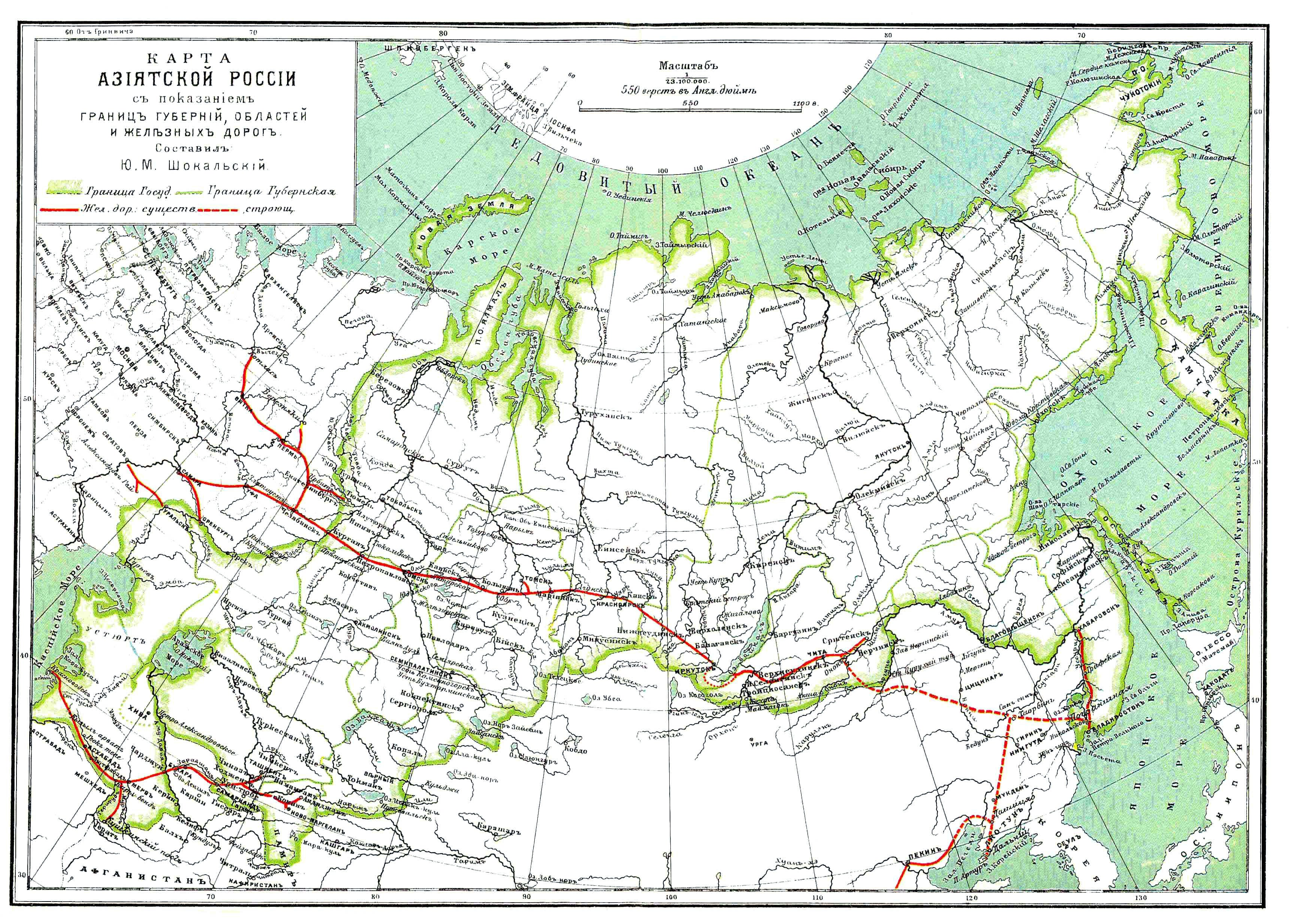
ロシア帝国のアジア部（20世紀初頭）

グベールニヤ（ロシア語：губерния）は、18世紀から20世紀初頭までロシア帝国に設置された地方行政区画である。首長である県知事（ロシア語：губернатор グベルナートル）によって統括される。
日本語の訳語としては、「県」があてられることが多いため、本項では、以下「県」と記述する。

## ピョートル1世期の地方行政制度
地方行政組織としての県が最初に制定されたのは、ピョートル1世の時代である。1708年12月18日の勅令（указ）により、インゲルマンランド県（1710年からサンクトペテルブルク県）、モスクワ県、アルハンゲロゴロド県（1780年からアルハンゲリスク県）、スモレンスク県、キエフ県、カザン県、アゾフ県、シベリア県の8県が設置された。県の首長には、県知事（グベルナートル）が置かれ、インゲルマンランド県、アゾフ県ではより上位の総督（ゲネラール・グベルナートル）が置かれた。
1719年までには、県の行政機構について法制化が行われ、県の数も9に再編された。総督や県知事には、行政、政治、財政、司法の機能だけでなく、有事における軍事的指揮権が与えられた。
また、県の下部組織として郡（провинция、дистрикт プロヴィンツィヤ、ジストリクト）が設置され、プロヴィンツィヤの首長としてヴォエヴォダ（воевода）、ジストリクトの首長としてゼムスキー・コミッサール（земский комиссар）が置かれた。

## エカチェリーナ2世期の地方行政制度
エカチェリーナ2世期のロシアでは、1773年のプガチョフの乱から、地方に対する統制強化の必要性が認識されており、 1775年には、後の地方行政制度の基礎となる制度改革が実施された。
1775年に制定された「全ロシア帝国の県行政に関する設置法」では、県の設置基準を、人口30万人から40万人とし、20県が強力な行政権を有する約40県（наместничество ナメストニチェストヴォ）に分割された。また、総督府（генерал-губернаторство ゲネラール・グベルナートルストヴォ）が導入され、しばしば複数の県を管轄下に置いた。また、県の下部組織として郡（уезд ウイェースト）が設置されると共に、旧来の郡（プロヴィンツィヤ）は廃止された。
また、地方行政の官僚機構が整備され、総督を補佐する副総督（вице-губернатор ヴィツェ・グベルナートル）や、県の首長の県知事（наместник ナメストニク）、郡の首長である郡警察本部長（капитан-исправник カピタン・イスプラーヴニク）が設置された。また、総督や県知事を監督する高等監察官（генерал-прокурор ゲネラール・プロクロール）も導入された。県行政の多くのポストは、貴族身分から任命されるものと規定された。
1796年12月31日の元老院の決定では、ナメストニチェストヴォが廃止され、再び県（グベールニヤ）が設置された。また、県の下部組織として郡（ウイェースト）、郡の下部組織として郷（волость ヴォーロスチ）が設置された。

## 19世紀から20世紀初頭までの地方行政制度
19世紀には、地方行政機関は、ロシア内地と辺境地域で異なる制度が導入され、集権化、官僚制の強化が図られた。ヨーロッパ部にあるロシア内地には県が設置され（1860年時点で51県）、法制上県に認められている全ての権限が与えられた。一方で、沿バルト3県を除く辺境諸県には、総督府（ゲネラール・グベルナートルストヴォ）が設置された。19世紀後半から20世紀初頭にかけて、辺境地域には、これ以外に県に相当する20の州（область オーブラスチ）が設置された。
1860年代に始まるアレクサンドル2世の大改革により、地方自治、都市行政、司法の制度改革が実施され、地方行政組織や司法組織に対して、有産者による公選制が導入された。ヨーロッパ・ロシアの34県には、地方自治体であるゼムストヴォが導入され地方経営にあたった。都市部には市会（городская дума ゴロドスカーヤ・ドゥーマ）、および市参事会（городская управа ゴロドスカーヤ・ウプラーヴァ）が導入された。
1890年代のトルストイ内相による「反改革」時代には、こうした自由主義的な公選制が批判の対象となり、1889年には任命制の地方牧民官（земский начальник ゼムスキー・ナチャーリニク）が設置され、ゼムストヴォ（1890年）、都市行政（1892年）に対しても、貴族身分団体の影響力を強化する制度改定が行われた。
1907年から1910年に首相を務めたストルイピンは、地方行政に対する統制を強化し、秘密警察（オフラーナ）や貴族身分団体の役割を強化した。

## ロシア革命後の地方行政制度
1917年のロシア2月革命後、臨時政府は県知事の名称を県コミッサールと改称したのみで、実際の組織機構には手を付けなかった。一方で、ソヴィエト政権による地方組織の掌握も平行して行われ、各地に地方ソヴィエトが設立された。
10月革命後、郡以下の下部機関は温存されたものの、県の行政機関は、県ソヴィエト（губернский совет）に選出された県執行委員会（губисполком (губернский исполнительный комитет) グビスポルコム）に取って代わられた。
また、ブレスト＝リトフスク条約により、1917年にロシア国内に設置されていた78県のうち25の県は、ポーランド、フィンランド、バルト諸国としてロシアから分離した。1918年から1929年の間は地方行政制度も変更され、1929年には、州（область オーブラスチ）、管区（округ オークルク）、地区（район ラヨーン）に再編された。
現在のロシアでは、県（グベールニヤ）という用語は使われていないが、州（область オーブラスチ）または地方（край クライ）の首長のことを知事（グベルナートル）と呼んでいる。